# Мавзолей Шейха Ховенди ат-Тахура
Мавзолей Шейха Ховенди ат-Тахура узб. Shayx Xovandi Tohur maqbarasi — один из важнейших архитектурных памятников Ташкента. Находится в центре современного Ташкента в четырёхугольнике, образованном улицами Алишера Навои, Шайхантохур и Абдуллы Кадыри.

## Биография шейха Ховенди ат-Тахура
Шейх Ховенди ат-Тахур родился в XIII веке. Он был Сейдом, это означает, что он принадлежал к племени Курайш (курайшиты), родного племени пророка Мухаммеда. Его отец, Шейх Омар, был прямым потомком в семнадцатом поколении второго благочестивого халифа Омара ибн ал-Хаттаба, поэтому мужчины в семье Шейха Омара носили почётное звание Ходжа. Шейх Омар был посвящённым суфием, последователем дервиша Хасана Булгари. Он прибыл в Ташкент с единственной целью — распространение ислама. Вскоре Шейх Омар перебрался в горный посёлок Богистон, где он провёл остаток своей жизни. Здесь и родился Шейх Ховенди ат-Тахур (Шейхантаур). Молодой ат-Тахур, стремившийся познать в совершенстве не
только религиозные каноны, но и светские науки, был поражён высказыванием туркестанского хазрата Ходжи Ахмеда Ясави, жившего в XII веке: «Высокие духовные качества и познания в
науках сообразны терпению и кротости суфия по отношению к грубости невежд». Вероятно это и послужило тому, что юный ат-Тахур решил постичь мистическую
философию Ясави, а не стать последователем Булгари, как его отец. Шейхантаур принял посвящение среди дервишей города Яссы, где уже в то время было распространено почитание суфийского Шейха и основателя ордена Ходжи Ахмеда Ясави.
Как и положено суфийским дервишам, ат-Тахур не оседает в одном месте, а странствует по городам Мавераннахра. Во всех городах, в которых он бывал, Шейх снискал уважение своей просветительской деятельностью, заботой о сиротах и вдовах. Везде, где он не находился, он поражал современников своим знанием и мудростью. Будучи одним из основоположников суфийского ордена Накшбандия, Шейх ат-Тахур в своих учениях призывал людей к терпению и кротости, доброте и любви. Молва о нём, как о человеке даровитом и мудром, разносится мгновенно, и в народе его кличут «мудрейшим из мудрейших».
После длительного периода путешествий по Мавераннахру, Шейхантаур прибыл в Ташкент, где он остался в памяти людей как «мудрейший из мудрейших». Шейх умер в 1355 году. Во второй половине XIV века полководец Тамерлан, лечивший свою раненную ногу в Ташкенте с помощью лечебной воды источника Зем-Зем, построил мавзолей ташкентскому Шейху ат-Тахуру. Единственный сохранившийся до наших дней окаменевший «саур Искандера» находится внутри мавзолея.

## Галерея

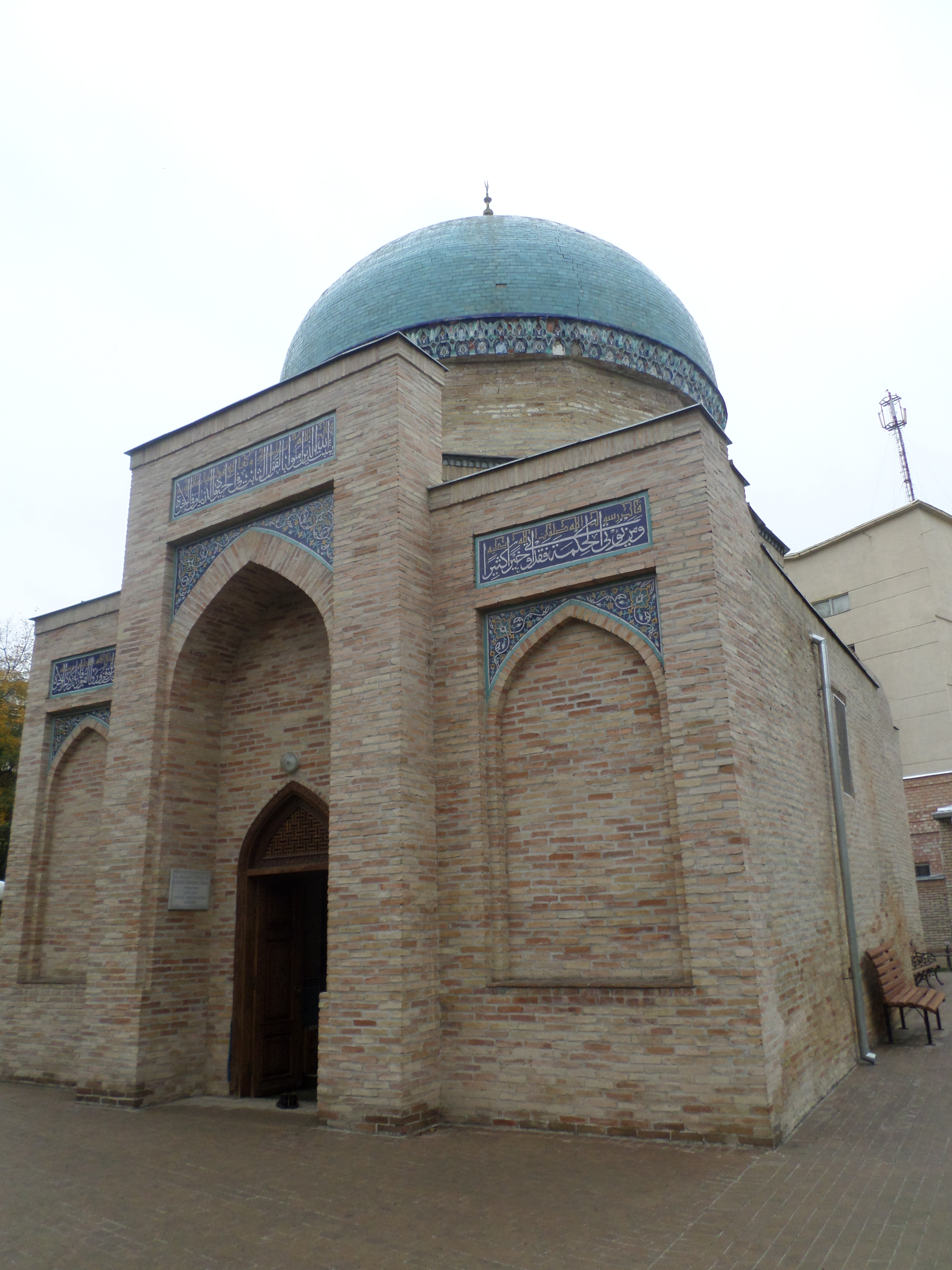
Мавзолей Ховенди
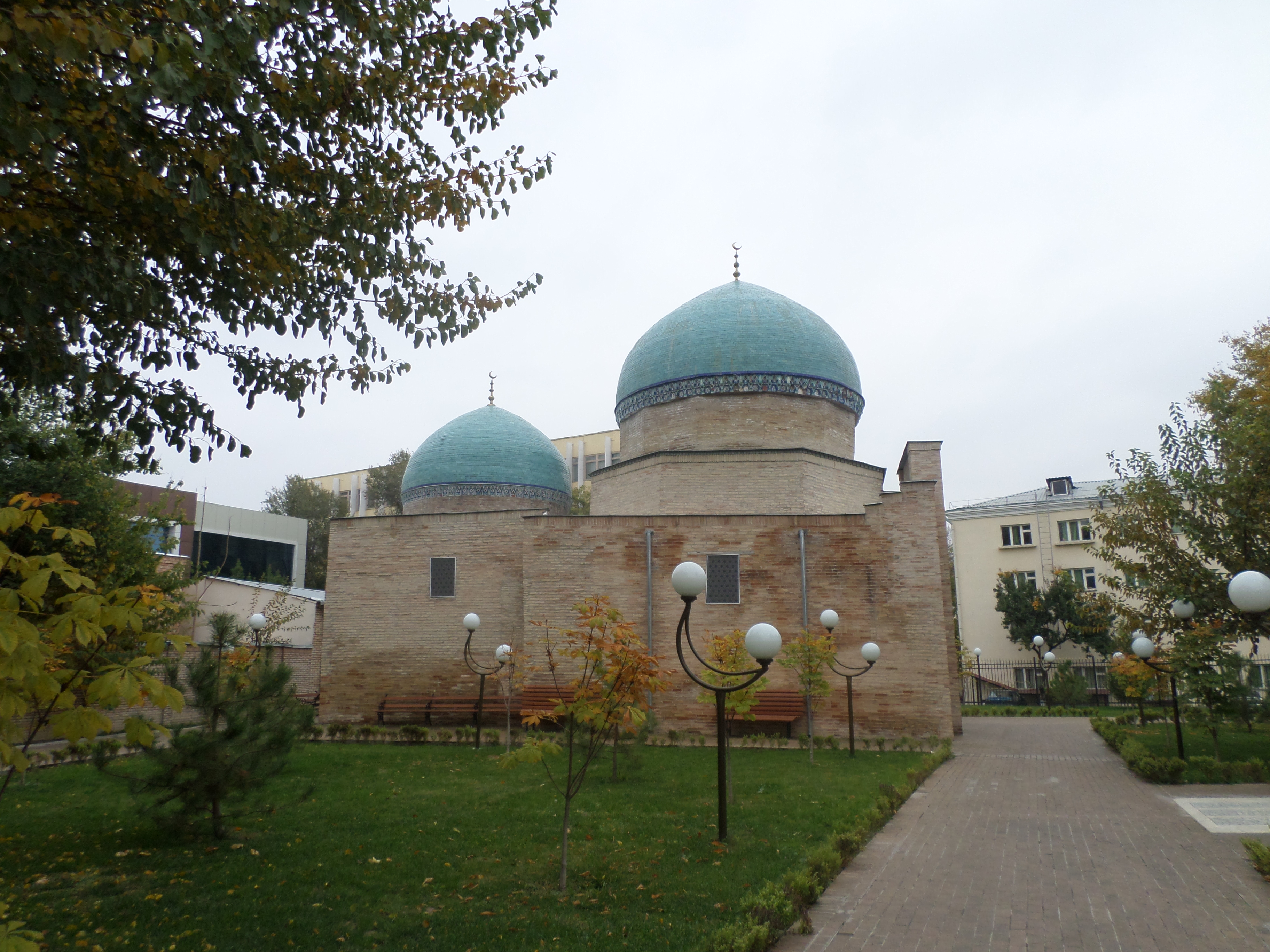
Мавзолей Ховенди
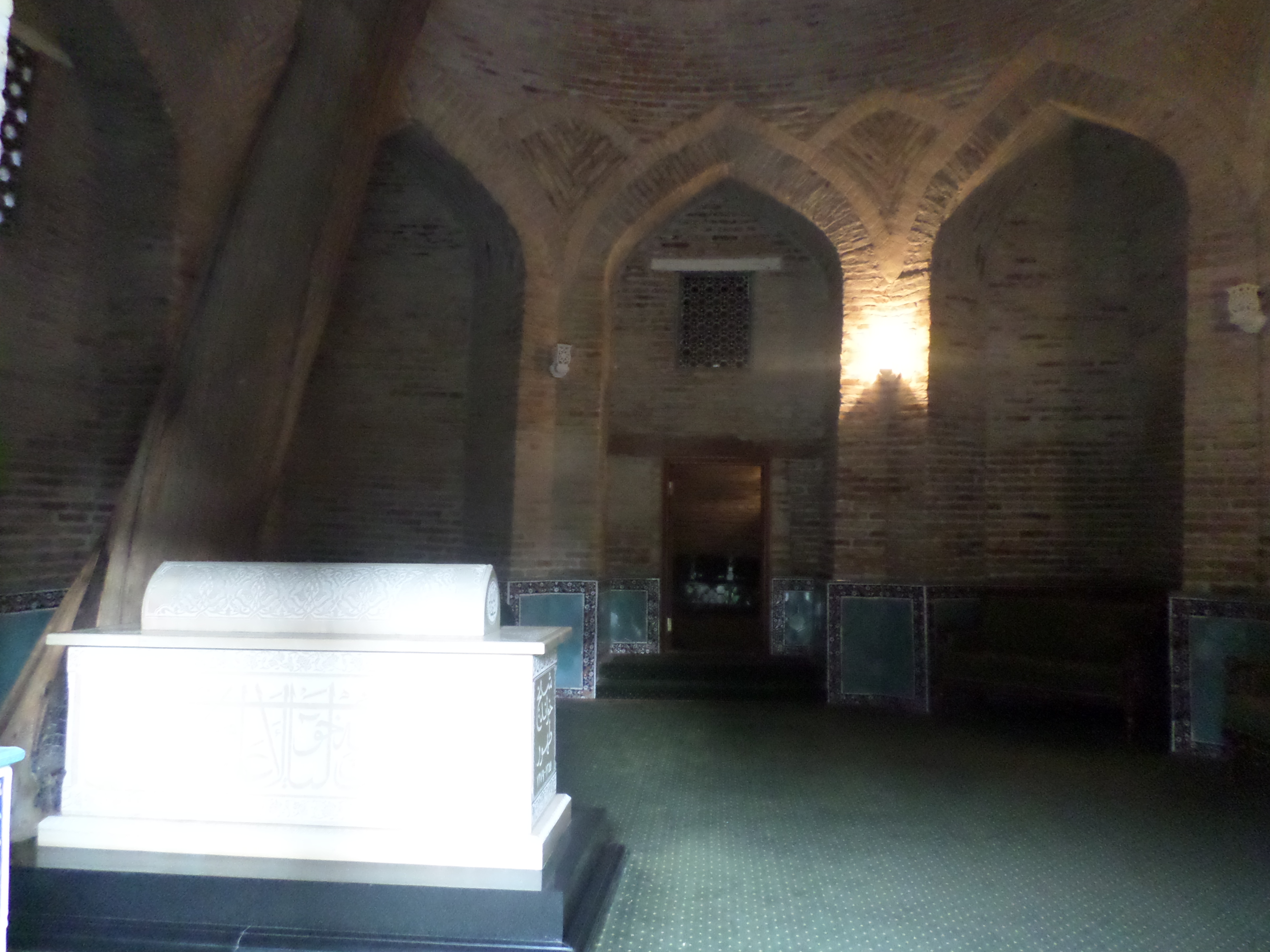
Мавзолей Ховенди
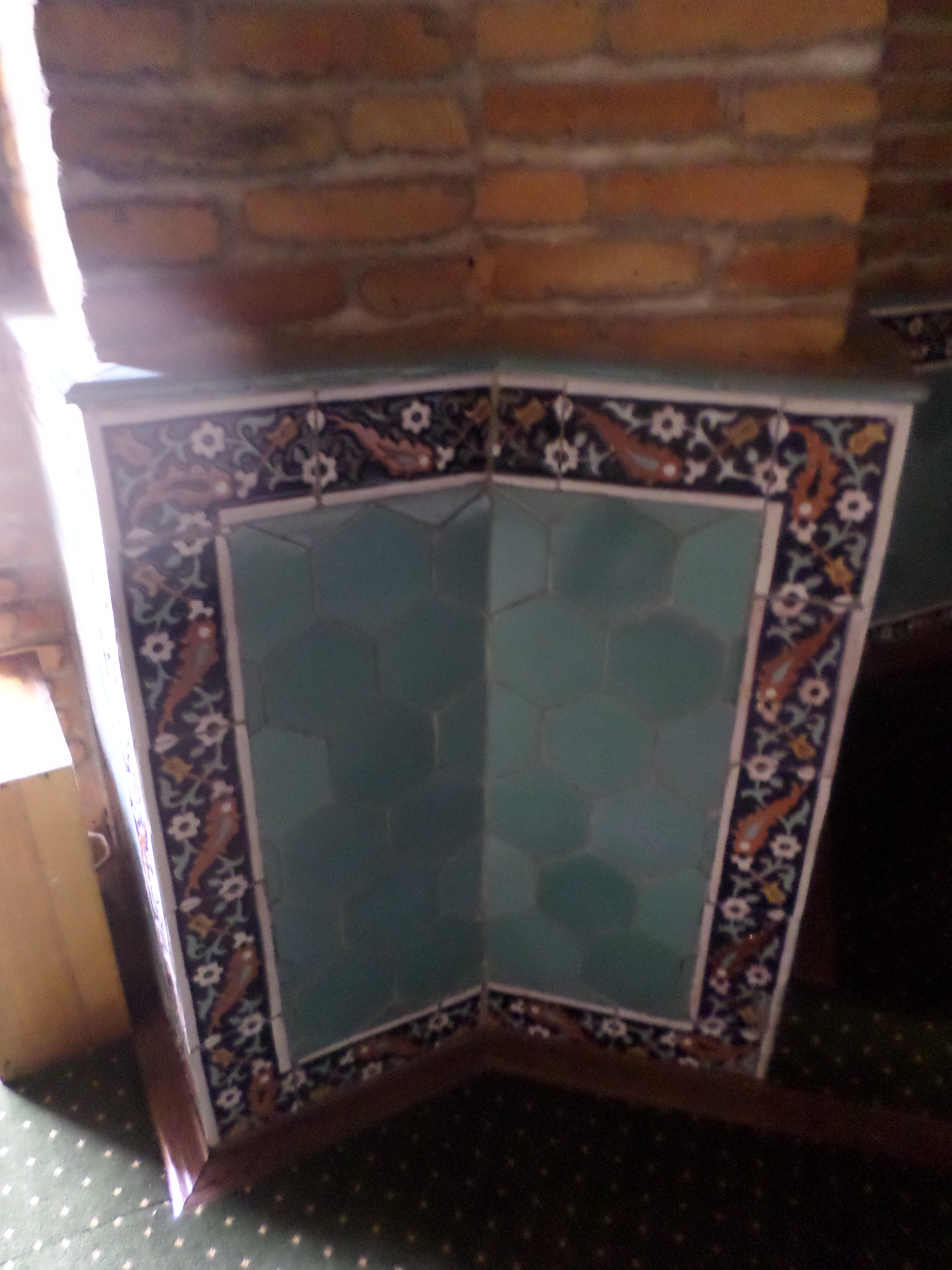
Мавзолей Ховенди
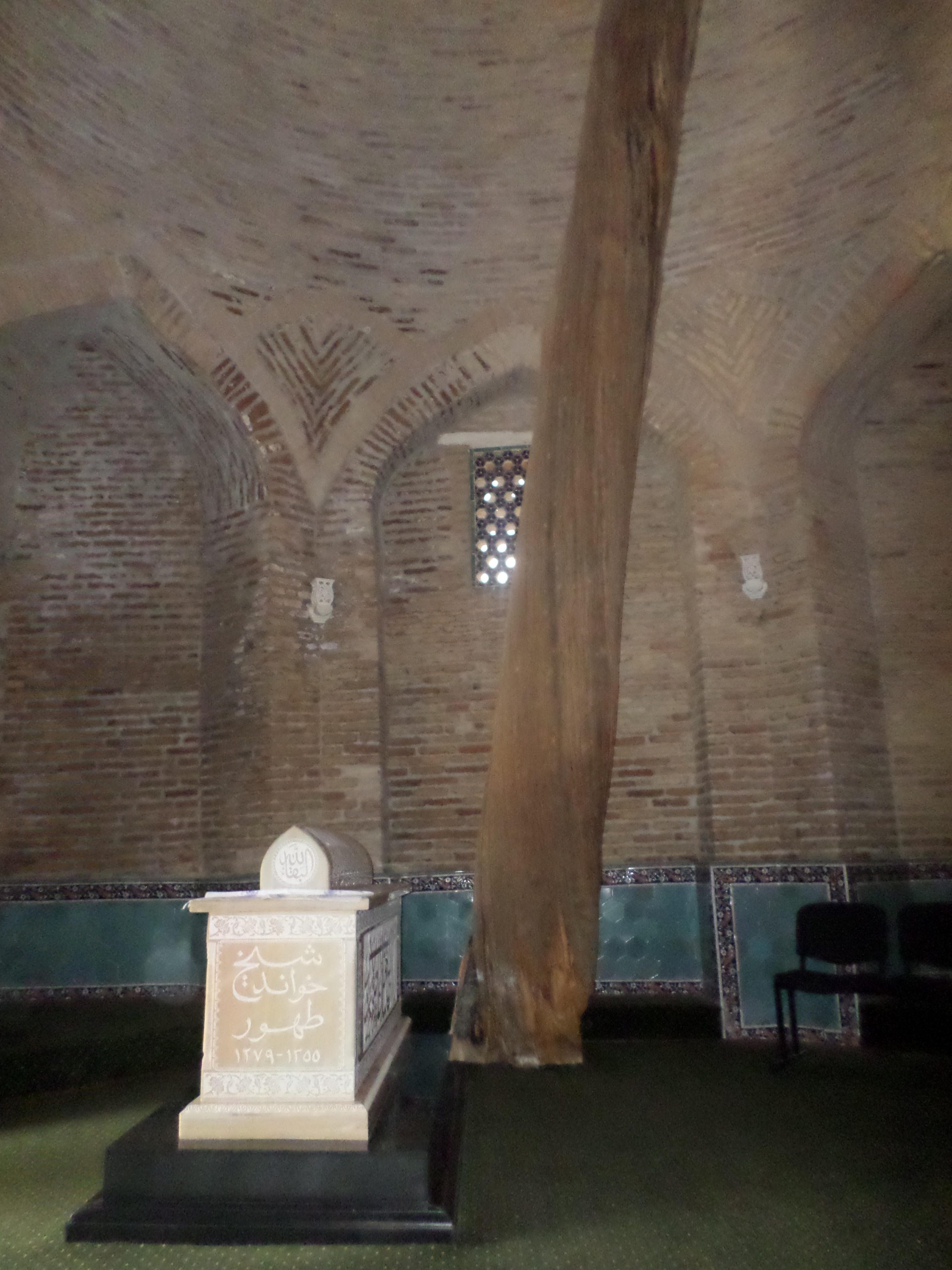
Мавзолей Ховенди
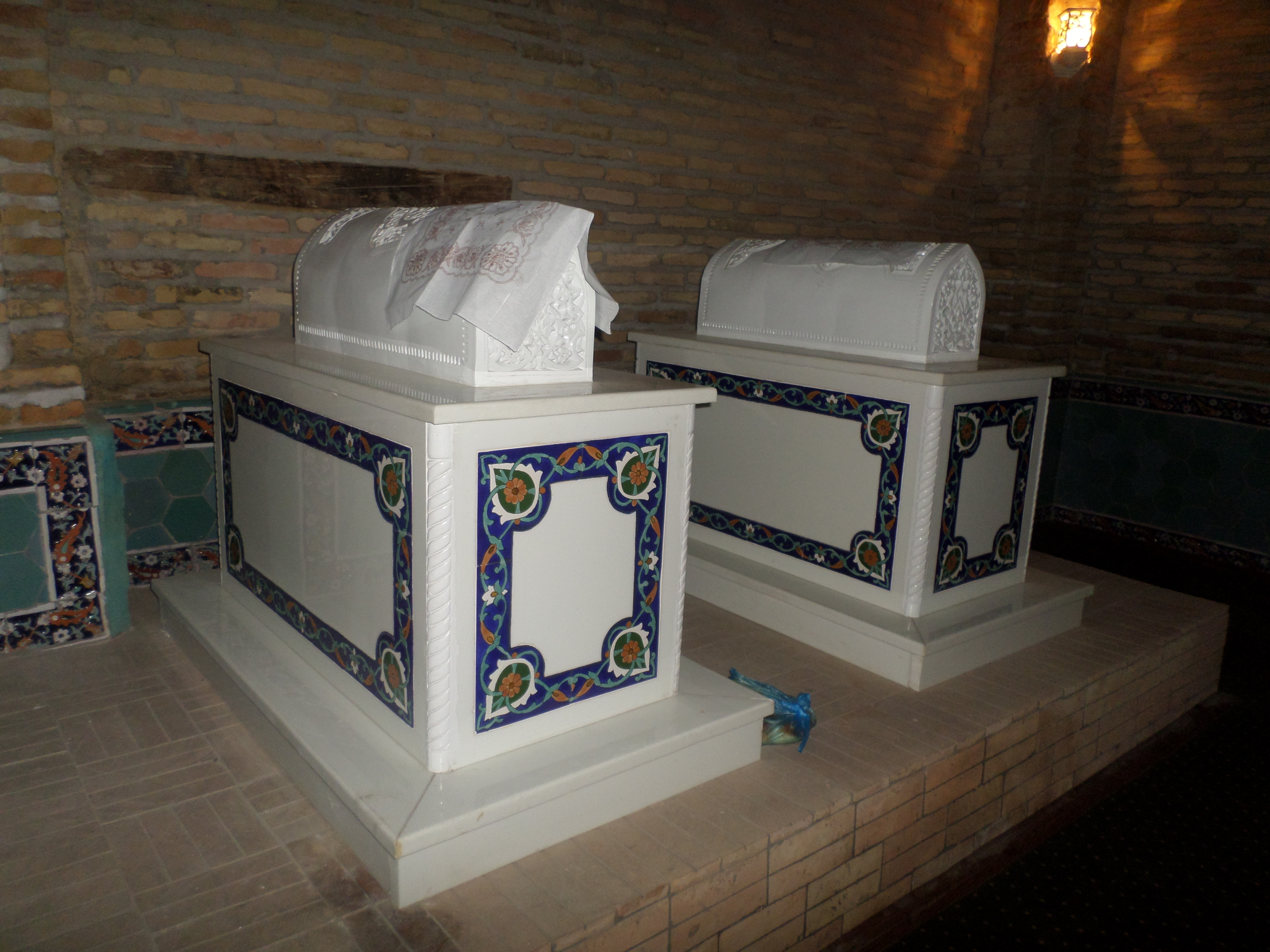
Мавзолей Ховенди

## Рекомендуемая литература
- Булатова В., Маньковская Л. Комплекс Чупан-ата (XVIII—XX век) // Памятники зодчества Ташкента XIV—XIX вв.. — Ташкент: Издательство литературы и искусства имени Гафура Гуляма, 1983. — С. 92—95. — 144 с. — 5000 экз.